# Olziisaikhan Enkhtuvshin
Olziisaikhan Enkhtuvshin (en mongol : Өлзийсайханы Энхтүвшин), né en 1958 dans la province d'Hövsgöl, est un homme politique mongol, président du Parti du peuple mongol du 25 juillet 2012 à novembre 2013

## Biographie
Enkhtuvshin suit des études d'histoire à l'université d'État de Mongolie où il obtient son doctorat en 1989.
Entre 1990 et 1995, il travaille comme journaliste pour Ardyn Erkh où il traite des questions parlementaires. Il devient ensuite directeur de la rédaction du journal Ünen, le journal du Parti, et secrétaire général de la section d'Oulan-Bator du PPRM.
En 2000, il est élu au Grand Houral d'État dans une circonscription de la province de Hövsgöl et obtient un le poste de chef de cabinet du gouvernement de Nambaryn Enkhbayar.
En 2004, il n'est pas réélu mais devient ministre de l'Éducation, de la Culture et de la Science dans le gouvernement de Miyeegombyn Enkhbold formé en 2006. Il est élu de nouveau au Grand Houral en juin 2008.
Les législatives du 28 juin 2012 sont un échec pour le PPM (Enkhtuvshin est toutefois réélu au Grand Houral sur la liste du PPM), ce qui entraîne la démission du président du parti, Sükhbaataryn Batbold. La direction du parti élit Enkhtuvshin pour lui succéder le 25 juillet. 
En novembre 2013, Enkhtuvshin est remplacé à la tête du PPM par Miyeegombyn Enkhbold.